# Río La Llavandera
El río La Llavandera es un río asturiano que nace cerca de Verdera, en Nava. Atravesando las parroquias navetas de Cuenya y Tresali, desemboca en esta última en el río Viao. Se lo conoce también como río Solar.